# Cristina de Hesse-Rotemburgo
Cristina Henriqueta de Hesse-Rheinfels-Rotemburgo (21 de novembro de 1717 – 1 de setembro de 1778) foi uma princesa da Casa de Hesse por nascimento, e princesa de Carignano por seu casamento com Luís Vítor, Príncipe de Carignano. Era mãe de Maria Luísa, Princesa de Lamballe, famosa amiga íntima da rainha Maria Antonieta da França.

## Descendência
|   | Nome                                   | Nascimento             | Morte                   |
| - | -------------------------------------- | ---------------------- | ----------------------- |
| 1 | Carlota                                | 17 de agosto de 1742   | 20 de fevereiro de 1794 |
| 2 | Vítor Amadeu II, Príncipe de Carignano | 31 de outubro de 1743  | 10 de setembro de 1780  |
| 3 | Leopoldina, Princesa de Melfi          | 21 de dezembro de 1744 | 17 de abril de 1807     |
| 4 | Polixena                               | 31 de outubro de 1746  | 20 de dezembro de 1807  |
| 5 | Gabriela, Princesa de Lobkowicz        | 17 de maio de 1748     | 10 de abril de 1828     |
| 6 | Maria Luísa, Princesa de Lamballe      | 8 de setembro de 1749  | 3 de setembro de 1792   |
| 7 | Tomás                                  | 6 de março de 1751     | 23 de julho de 1753     |
| 8 | Eugênio, Conde de Villafranca          | 21 de outubro de 1753  | 30 de junho de 1785     |
| 9 | Catarina                               | 4 de abril de 1762     | 4 de setembro de 1823   |

## Títulos e estilos
- 21 de novembro de 1717 – 4 de maio de 1740: Condessa Cristina de Hesse-Rheinfels-Rotemburgo
- 4 de maio de 1740 – 4 de abril de 1741: Sua Alteza, Princesa Cristina de Saboia-Carignano
- 4 de abril de 1741 – 1 de setembro de 1778: Sua Alteza, a Princesa de Carignano